# Резерват
Резерва́т (від лат. reservatus — збережений) — природоохоронна територія, де головним об'єктом охорони є один з компонентів природного комплексу. 
Резервати розрізняють за призначенням (лісові, болотні, орнітологічні та інші) і за режимом:
- некеровані — де природні процеси проходять на основі природної саморегуляції, без будь-якого втручання людини;
- керовані — близькі за охоронним режимом до заповідників.

Резевати існують у Великій Британії, країнах Центральної Європи (наприклад, біосферний резерват «Східні Карпати»), а також Бірмі, країнах Африки. У Росії резерватами інколи називають заповідники і заказники (наприклад Баргузинський заповідник — резерват соболя). 
В Україні природоохоронні території прийнято називати не резерватами, а заповідниками чи заказниками. 